# Бутылочный эпизод
Бутылочный эпизод — дешёвая, снятая в предельно экономном режиме серия телесериала с использованием как можно меньшего числа нерегулярных актёров и спецэффектов. Зачастую действие эпизода происходит в замкнутом пространстве или в декорациях, использованных для предыдущих эпизодов. К этим же сериям относятся и те, в которых персонажи вспоминают своё прошлое, что даёт возможность повторно показать ранее готовый материал. Также бутылочные эпизоды обычно используются, когда один сценарий отвергается, а другой должен быть написан в кратчайшие сроки.

## Использование
Этимология фразы исходит из аналогичного термина, используемого в 1960-х годах для телесериала «Звёздный путь: Оригинальный сериал». Съёмочная группа и члены экипажа использовали фразу «эпизод корабля в бутылке» (ship-in-a-bottle episodes) для тех серий, события в которых имели место только на борту «Энтерпрайз». К таковым можно отнести «Паутина толиан», «Путь на Вавилон», «Равновесие страха», а также эпизод «Машина Судного дня», бюджет которого впоследствии было решено всё-таки увеличить.
Обычно эпизоды такой категории производятся для того, чтобы сэкономленные средства пошли на производство дорогостоящих серий. Популярность бутылочного эпизода сериала «Друзья» «Эпизод, где никто не готов» заставила продюсеров создавать по крайней мере один такой эпизод в каждом сезоне. Несколько эпизодов «Секретных материалов» были задуманы как бутылочные, в том числе «Космос», «И пала тьма» и хорошо принятый «Лёд», хотя они имели высокий бюджет.